# Воронежский округ
Воронежский о́круг — административно-территориальная единица, входившая в состав Центрально-Чернозёмной области РСФСР в 1928—1929 гг. Административным центром округа был город Воронеж.

## История
14 мая 1928 года ВЦИК и СНК РСФСР приняли постановление об образовании на территории  бывших Воронежской, Курской, Орловской и Тамбовской губерний Центрально-Чернозёмной области (ЦЧО) с центром в городе Воронеже.
16 июля 1928 года был определен состав округов ЦЧО, а 30 июля 1928 года — сеть районов. Всего было создано 11 округов и 178 районов. В числе прочих, в составе Центрально-Чернозёмной области был образован Воронежский округ. Округ первоначально состоял из 19 районов и города Воронежа.
3 июня 1929 года город Воронеж как областной центр был выделен в самостоятельную административную единицу с подчинением непосредственно областному съезду Советов и его исполнительному комитету. 18 сентября 1929 года Воронежский округ был упразднен, а его районы вошли в состав двух вновь образованных округов: Старооскольского и Усманского.

## Состав округа (районы)
- Аннинский,
- Березовский,
- Боброво-Дворский,
- Бобровский,
- Верхнехавский,
- Горшеченский,
- Гремяченский,
- Ендовищенский,
- Землянский,
- Касторенский,
- Левороссошанский,
- Нижнедевицкий,
- Панинский,
- Рождественско-Хавский,
- Старооскольский,
- Усманский,
- Хлевенский,
- Шаталовский,
- Ястребовский.